# سينارة أوريغونية
سينارة أوريغونية (الاسم العلمي: Cinara oregonensis) هي نوع من الحشرات يتبع جنس السينارة من الفصيلة المنية.